# Халахуркац
Халахуркац (авар. Халахур-кӏацI — «Перевал длинных ущелий», рут. Хуляхды-кӏацI — «Длинная острая вершина/край», «Длинный подбородок») — перевал (высота 3476 м), разделяющий верховья рек Самур (её левый исток Халахур) и Каракойсу , то есть Рутульский и Чародинский районы Дагестана. 